# Vampire Host
Vampire Host è un dorama stagionale primaverile in 6 puntate prodotto da TV Tokyo e mandato in onda nel 2004. Si tratta di un libero adattamento del manga Il Club dei Vampiri - Blood Hound di Kaori Yuki.

## Trama
Rion è un'ingenua adolescente che si trova suo malgrado a dover indagare su un presunto club di gigolò vampireschi. Molte persone della zona, tra cui anche la sua migliore amica, sono scomparse e si sospetta che siano finite proprio nelle grinfie dei vampiri. Inizialmente finge di far amicizia con loro, e specialmente col loro capo ufficiale, Suou; ma finirà per sviiluppare con lui una relazione sentimentale.

## Cast
- Satoshi Matsuda - Suou
- Minako Komukai - Kanou Rion
- Shirō Sano - Tenran
- Seijun Nobukawa - Tomoda Tomoyo/Diana
- Ryoji Suzuki - Azuma Mamoru
- Masahiro Kuranuki - Moegi
- Yurie Kojima - Aiga Shiho
- Isao Yamamoto - Shian
- Ryou Yakura - Asashi
- Jouichi Shimode - Kogane
- Kei - Sakura
- Tsuyoshi Fujita - Azuki

### Guest star
- Yuko Fujimori (ep1) - Suruga Shoko
- Yukari Fukui (ep2) - Kojima Saki
- Haruna Yabuki (ep2) - Okumura Maya
- Yukinobu Yamada (ep2) - Ozawa Naoki
- Anna Sakaki (ep3) - Inugami Mai
- Aoi Inoue (ep3) - Satou Erika
- Kotono (ep3) - Takagi Runa
- Ryoko Takizawa (ep3) - Takamura Satsuki
- Mitsu Murata (ep4) - Katsuragi Yuji
- Yuka Sakurai (ep4) - Ami
- Mari Kinoshita (ep4) - Kaori
- Akira Shimomoto (ep4) - Ryoko
- Mitsuho Otani (ep5) - Kurusu Hitomi
- Shuko Ito (ep5) - Yokoyama Seiko
- Nozomi Andō (ep6) - Reira